# Carnival Radiance
 (juillet 2010).
Le Carnival Victory est un bateau de croisière appartenant à la compagnie de croisière Carnival Cruise Lines.
Le Carnival Victory est le 3e bateau de la classe destiny, de la société Carnival Cruise Lines.
Il a officiellement été mis en service en 1999.
Le 20 septembre 2000 le Carnival Victory a été contrôlé par un programme canadien de sécurité et d'hygiène des navires de croisières et a obtenu la note de 100/100.
D'autres contrôles ont suivi, le 24 mai 2001 pour une note de 99/100.
, le 15 juillet 2003 pour une note de 100/100.
, le 15 juillet 2004 pour une note de 100/100.
, le 23 août 2006 pour une note de 100/100.
et le 28 juin 2007 pour une note de 100/100.

## Description
Le Carnival Victory dispose de  garde d'enfants, service blanchisserie, location de smoking, internet café, jacuzzis, infirmerie et service postal.
À l'intérieur des suites, différents services sont fournis, tels que : service de chambre, mini-bar, télévision, réfrigérateur et coffre-fort.
Les activités à bord sont nombreuses : comédie spectacles, casino, discothèque, piano-bar, salle de jeux, librairie, bibliothèque, sports et conditionnement physique, spa, salon de fitness, ping-pong, jeu de palet, aérobic, jogging, piscine, basket-ball, volley-ball et golf.

## Itinéraire
Le Carnival Victory navigue actuellement sur plusieurs croisières différentes :
|       | Jour 1   | Jour 2       | Jour 3    | Jour 4  | Jour 5       | Jour 6  | Jour 7               |
| ----- | -------- | ------------ | --------- | ------- | ------------ | ------- | -------------------- |
| Lieux | San Juan | Saint-Thomas | Dominique | Barbade | Sainte-Lucie | Antigua | Île Saint-Christophe |

|       | Jour 1  | Jour 2       | Jour 3  | Jour 4               | Jour 5   | Jour 6       | Jour 7    |
| ----- | ------- | ------------ | ------- | -------------------- | -------- | ------------ | --------- |
| Lieux | Barbade | Sainte-Lucie | Antigua | Île Saint-Christophe | San Juan | Saint-Thomas | Dominique |

|       | Jour 1   | Jour 2       | Jour 3       | Jour 4  | Jour 5    | Jour 6  | Jour 7               |
| ----- | -------- | ------------ | ------------ | ------- | --------- | ------- | -------------------- |
| Lieux | San Juan | Saint-Thomas | Sainte-Lucie | Barbade | Dominique | Antigua | Île Saint-Christophe |

|       | Jour 1   | Jour 2       | Jour 3    | Jour 4  | Jour 5  | Jour 6               | Jour 7       |
| ----- | -------- | ------------ | --------- | ------- | ------- | -------------------- | ------------ |
| Lieux | San Juan | Saint-Thomas | Dominique | Barbade | Antigua | Île Saint-Christophe | Saint-Martin |

|       | Jour 1  | Jour 2  | Jour 3               | Jour 4       | Jour 5   | Jour 6       | Jour 7    |
| ----- | ------- | ------- | -------------------- | ------------ | -------- | ------------ | --------- |
| Lieux | Barbade | Antigua | Île Saint-Christophe | Saint-Martin | San Juan | Saint-Thomas | Dominique |

## Ponts
Le Carnival Victory possède 12 ponts :
- Pont 1 - Riviera
- Pont 2 - Main
- Pont 3 - Lobby
- Pont 4 - Atlantic
- Pont 5 - Promenade
- Pont 6 - Upper
- Pont 7 - Empress
- Pont 8 - Veranda
- Pont 9 - Lido
- Pont 10 - Spa
- Pont 11 - Sky
- Pont 12 - Sun

### Pont 1 - Riviera
Le pont 1 est principalement constitué de cabines

### Pont 2 - Main
Le pont 2 est également constitué de cabines

### Pont 3 - Lobby
Le pont "Lobby" dispose de :
- Théâtre "Carribean"

Ce théâtre peut accueillir 1 400 personnes.
- Bureau des excursions
- Restaurant "Atlantic"
- Restaurant "Pacific"
- Cuisine

### Pont 4 - Atlantic
Le pont "Atlantic" dispose de :
- Théâtre "Carribean" (Balcon)
- Restaurant "Atlantic"
- Restaurant "Pacific"
- Galerie photo
- Librairie "Indian"

Cette librairie peut accueillir 15 personnes.
- Studio photo
- Internet café
- Restaurant "Ionian"

Ce pont supporte également les canots de sauvetage.

### Pont 5 - Promenade
Le pont "Promenade" dispose de :
- Galerie Carnival
- Théâtre "Carribean" (Balcon)
- Bar "Aegean"
- Bureau des formalités
- Bar "Trident"
- club "South China Sea"
- Sushi bar
- Café "Cristal Sea"
- Discothèque "Arctic"

Cette discothèque peut accueillir 50 personnes.
- Bar "Caspian"
- Bar "Irish sSea"
- Bar "Black & rRed Sea"
- Théâtre "Adriatic"

Ce théâtre peut accueillir 400 personnes.

### Pont 9 - Lido
Le pont "Lido" dispose de :
- Piscine "Triton's"
- Restaurant "Mediterranean"
- Piscine "Siren's"
- Pizzeria "Arno"
- Grill "Mississippi"
- Bar "Siren's"
- Jacuzzi

### Pont 10 - Panorama
Le pont "Panorama" dispose de :
- Piscine "King of the Sea"
- Restaurant "Mediterranean"
- Dôme de la piscine

### Pont 11 - Spa
Le pont "Spa" dispose de :
- Gymnase
- Salon de beauté
- Salle d'aérobic
- Salle de massage
- Camp Carnival
- Sauna
- Hammam

### Pont 12 - Sun
Le pont "Sun" dispose de :
- Club O²
- Circle "C"
- Mini-golf
- Camp Carnival

### Pont 13 - Sky
Le pont "Sky" est utilisé pour le départ du toboggan.

## Galerie

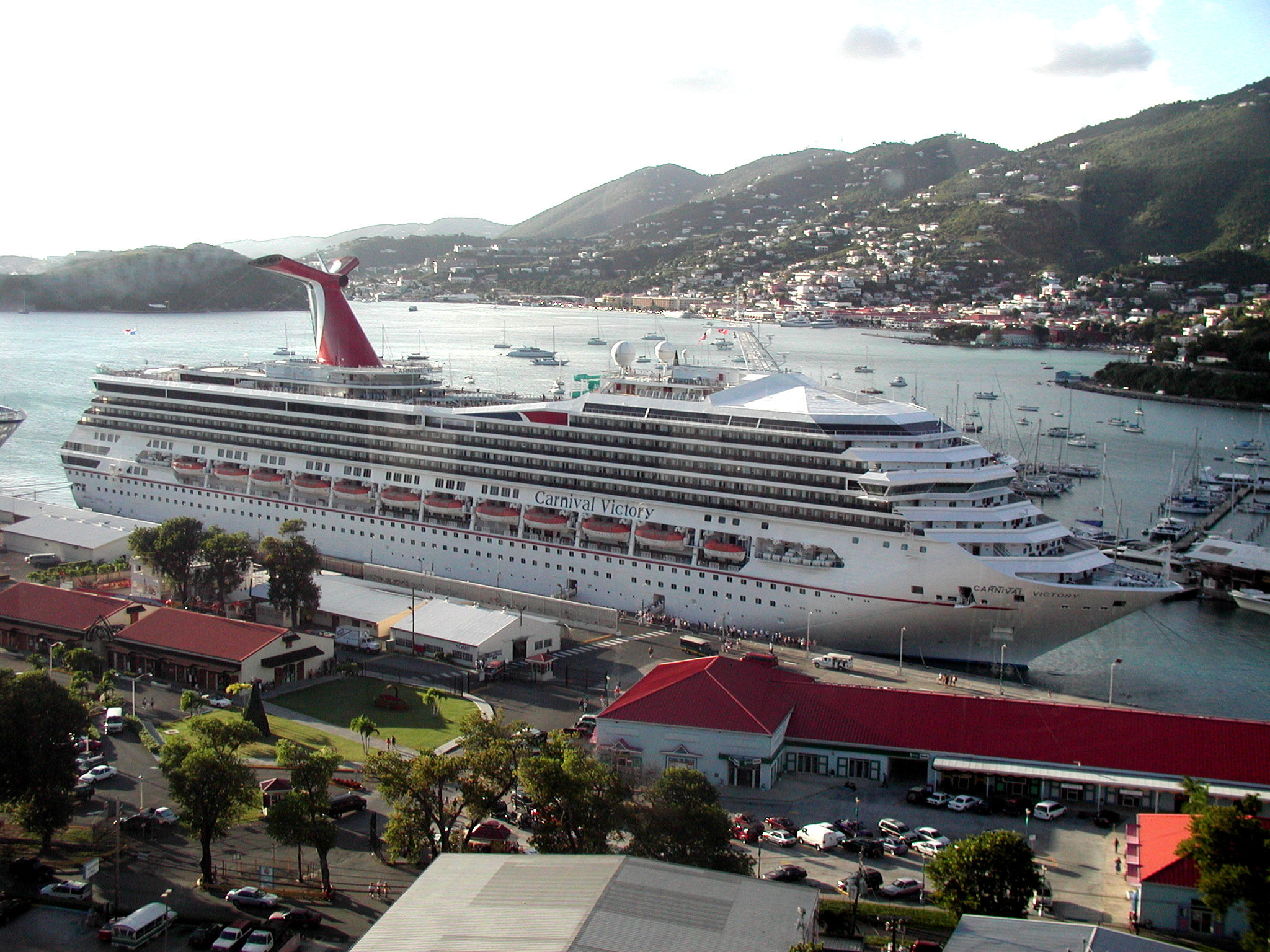
Le Carnival Victory à Saint-Thomas
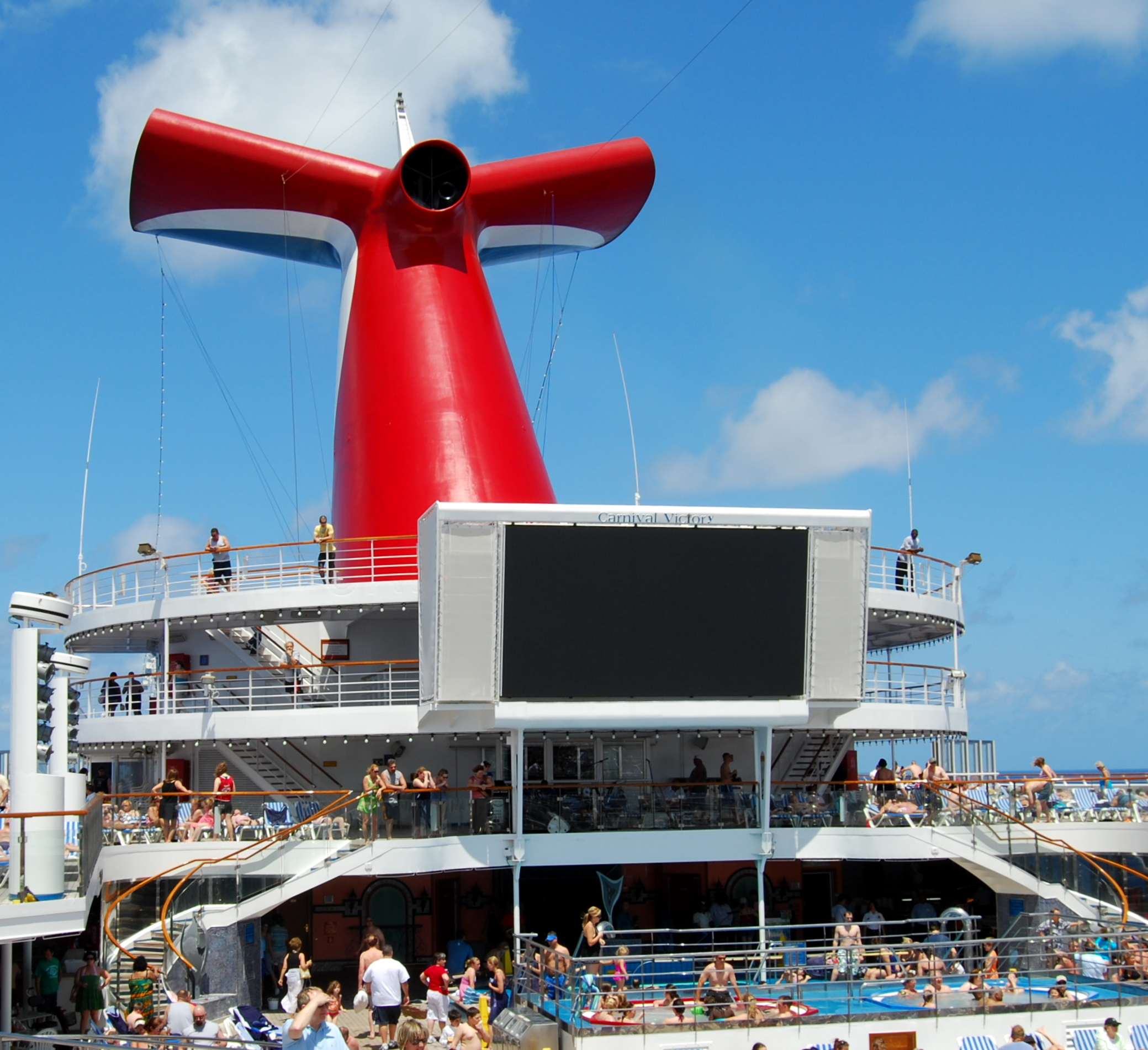
Le Seaside Theater du Carnival Victory
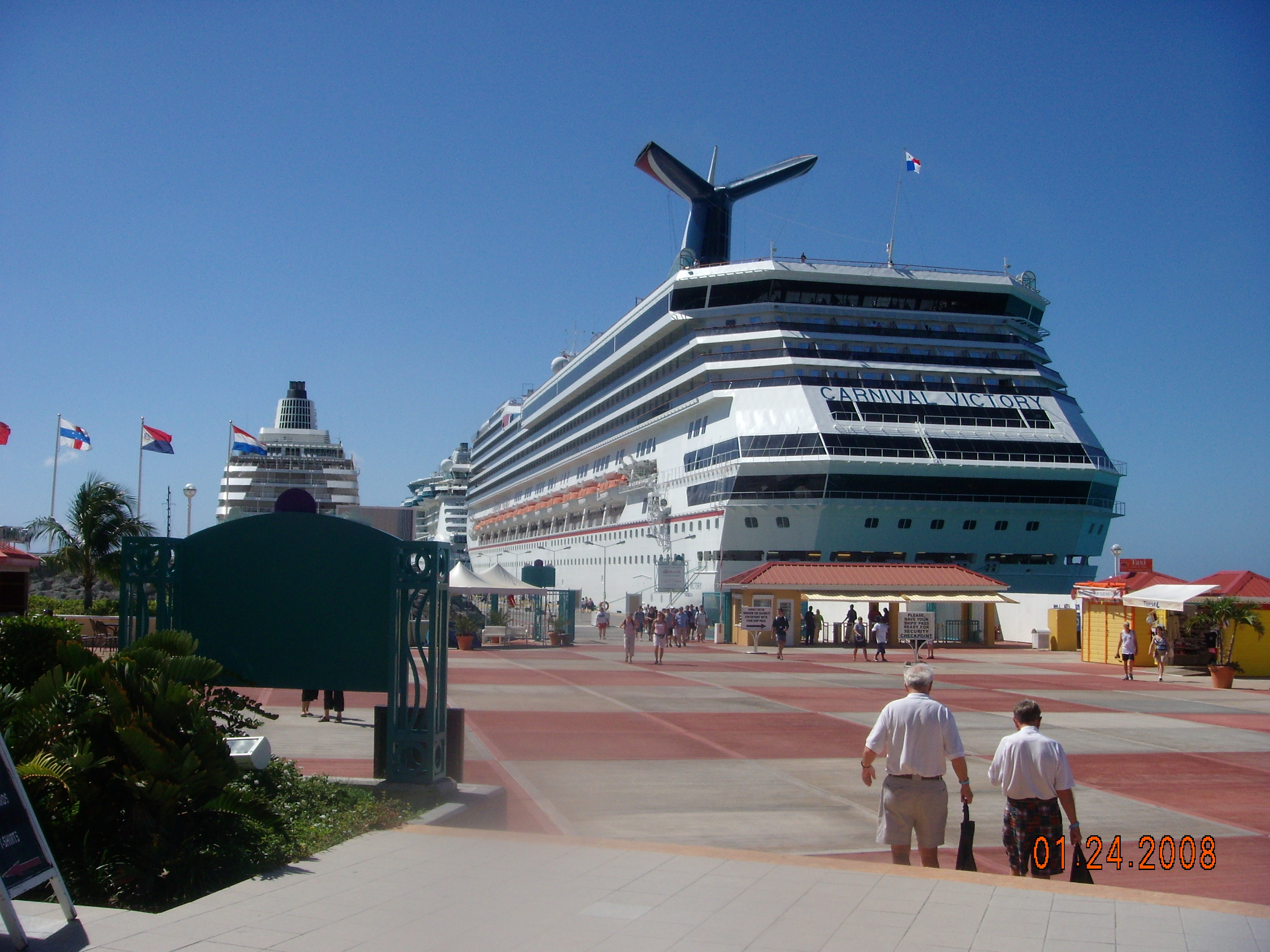
Le Carnival Victory à quai à Saint-Martin
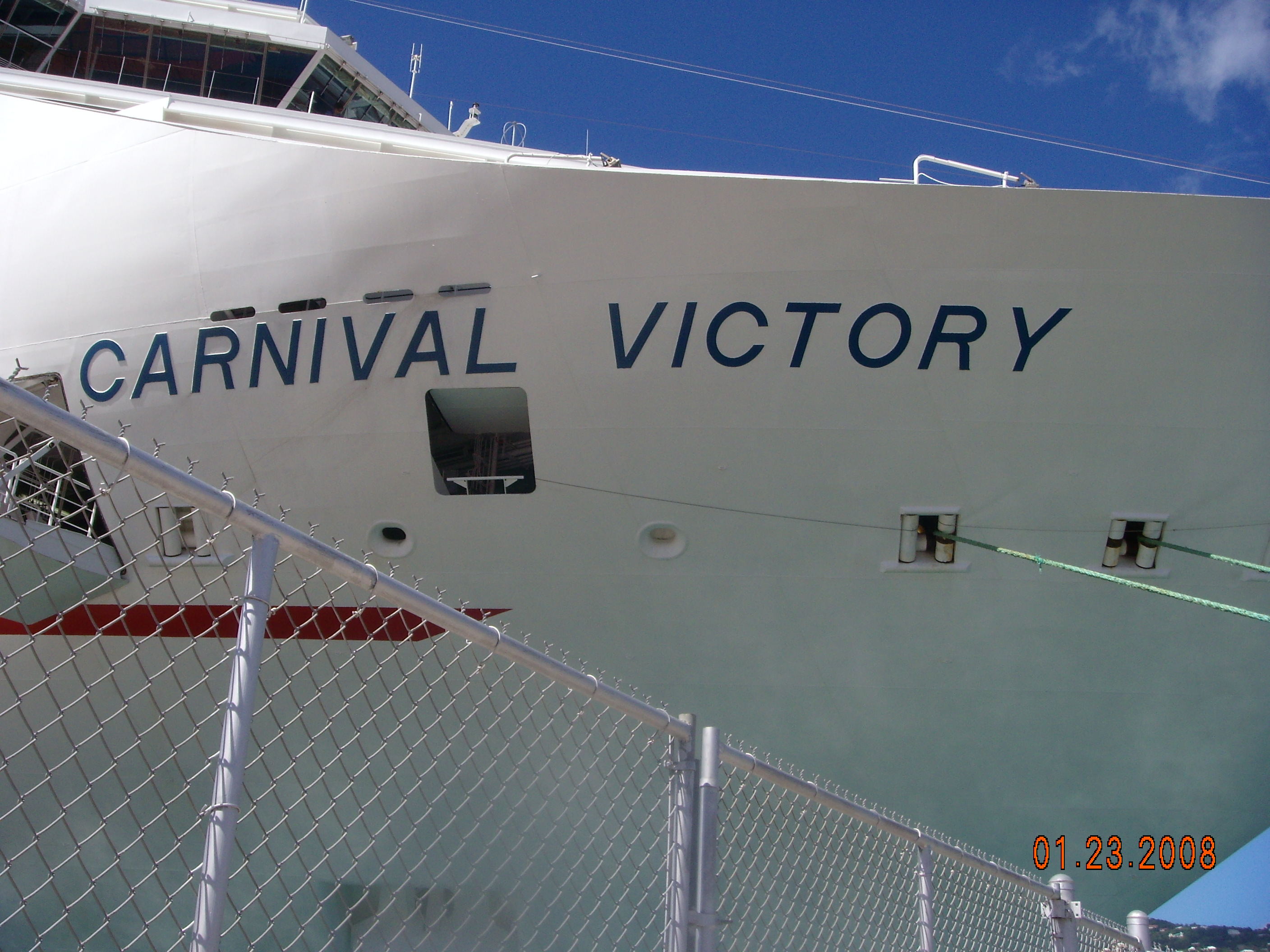
La proue du Carnival Victory
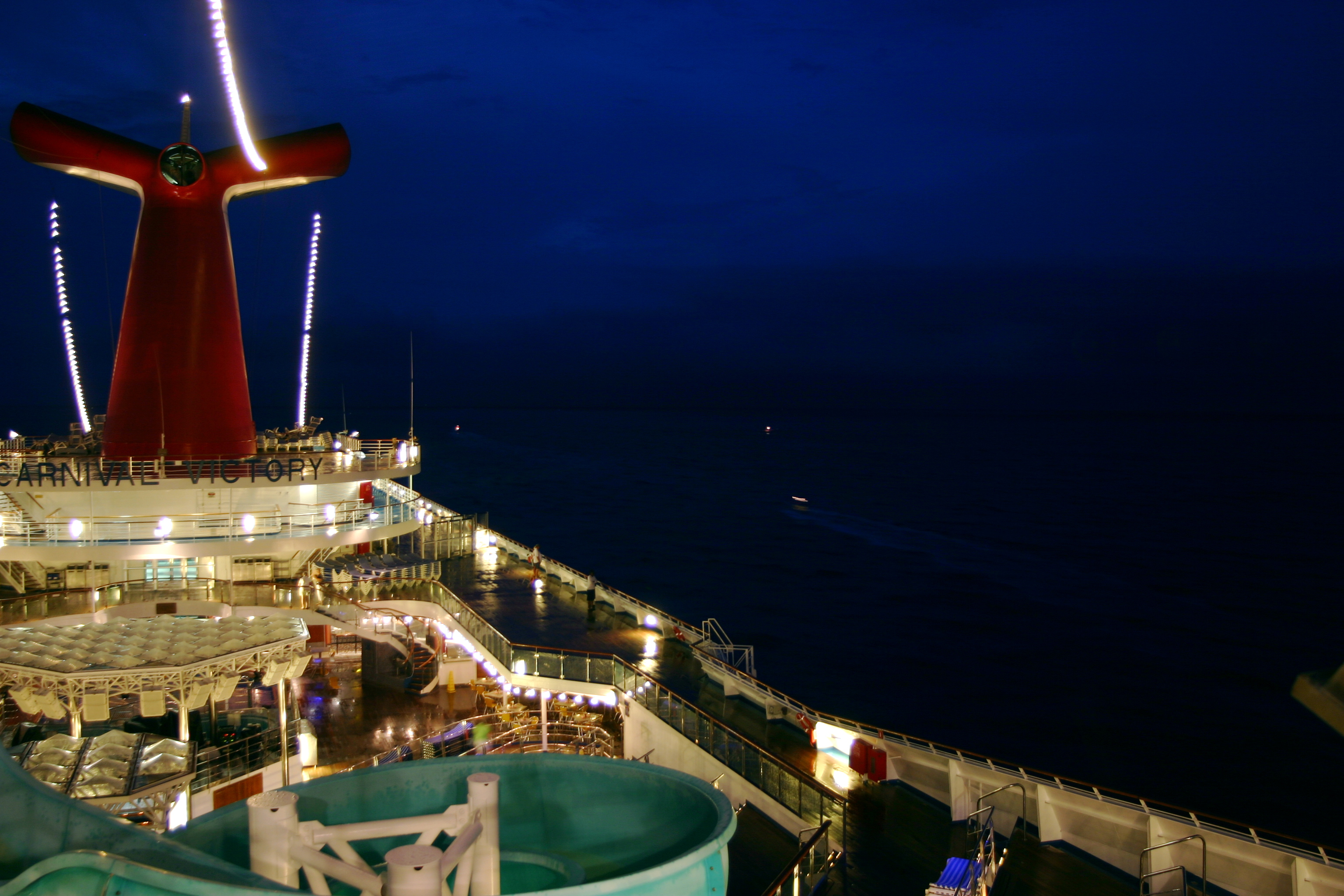
Les ponts supérieurs du Carnival Victory